# Église Saint-Aubin de Saint-Aubin-du-Cormier
L'église Saint-Aubin est une église située à Saint-Aubin-du-Cormier, en France.

## Localisation
L'église est située sur la commune de Saint-Aubin-du-Cormier, dans le département d'Ille-et-Vilaine.

## Histoire
Le monument est inscrit au titre des monuments historiques par arrêté du 31 juillet 2015.

### Les églises successives
L'église Saint-Malo de Bécherel
La chapelle ducale
L'église Saint-Malo de Bécherel tombant de caducité, le culte paroissial fut transféré en 1730 dans la chapelle Notre-Dame, dite encore chapelle ducale, qui prit alors le patronage de Saint-Malo. Cet édifice, détruit en 1903 à l'exception de l'actuelle tour Veillard, est connu par la description qu'en donne le chanoine Marie-Joseph Brune dans son cours d'archéologie professé au séminaire de Rennes et édité en 1846, quelques cartes postales anciennes, ainsi qu'un plan dressé par l'architecte Aristide Folie en 1880. Il se composait d'une nef de 27 m de long sur 9 de large accostée sur sa droite d'une tour-clocher suivie d'un entrée couverte en appentis et de deux chapelles, ces trois dernières adjonctions mesurant 15 m de long sur 4 de large.
Le bâtiment, orienté, était assez hétérogène, sa construction s'étant étalée sur cinq siècles. La façade principale, percée d'une porte en arc brisé et mouluré que surmontait une rose d'un dessin assez peu gracieux datait du XIVe siècle. L'aspect extérieur de la costale sud de la nef demeure malheureusement inconnu, masquée qu'elle était par la maison Loin, actuelle bibliothèque, la tour-clocher bâtie en 1764 et le collatéral sud adjacent édifié au XVe siècle. Ce dernier, originellement constitué de deux chapelles non communicantes, la plus éloignée du chœur étant en tribune, portée qu'elle était par l'antique sacristie, avait été régularisé en 1824 lors de la construction d'une nouvelle sacristie, édicule étagé et hors d’œuvre situé dans le prolongement sud de la première chapelle.
L'intérieur de l'église était relativement sombre. À l'ouest, une rose offrait une lueur parcimonieuse à la nef qui fut altérée lors de l'érection d'une tribune en 1880. Au sud, outre la fenêtre basse en plein-cintre du rez-de-chaussée de la tour Veillard, une fenêtre en arc surbaissé au-dessus de l'entrée méridionale et une fenêtre gothique flamboyant à un meneau ménageaient un éclairage indirect du vaisseau principal. Les dispositions sont inconnues pour la costale nord de la nef, tandis qu'au chevet il existait au moins une maîtresse-vitre à plusieurs fermes, partiellement occultée par un retable, et qui contenait encore vers 1840 quelques fragments de vitraux du début du XVIe siècle.
De l'ancienne chapelle ducale, seule est conservée la tour Veillard qui vint remplacer au milieu du XVIIIe siècle le clocher originel posé au bas de la nef après qu'il fut tombé. De section carrée, elle comporte un rez-de-chaussée et deux étages. Construite en moellons de granit crépi, elle présente des chaines d'angle en besace, montées en pierres de taille de granite et de moyen calibre, de même qu'une harpe au milieu de chaque pan de mur. Le rez-de-chaussée prend jour côté sud par une fenêtre en arc plein cintre, une grande arcade de même forme, au septentrion, assurant la communication avec l'antique nef. Le premier étage n'est matérialisé que par une unique fenêtre plein cintre, au nord. Le second étage, faisait office de beffroi. Délimité par un cordon mouluré, présentant deux retraits successifs, il est percé de quatre arcades plein cintre garnies d'abat-son. Sommé d'une corniche, il porte une toiture d'ardoises en pavillon agrémentée d'une lucarne sur chacune de ses faces. Cette construction, d'un style tout utilitaire d'ingénieur, a abrité les cloches jusqu'en 1921.

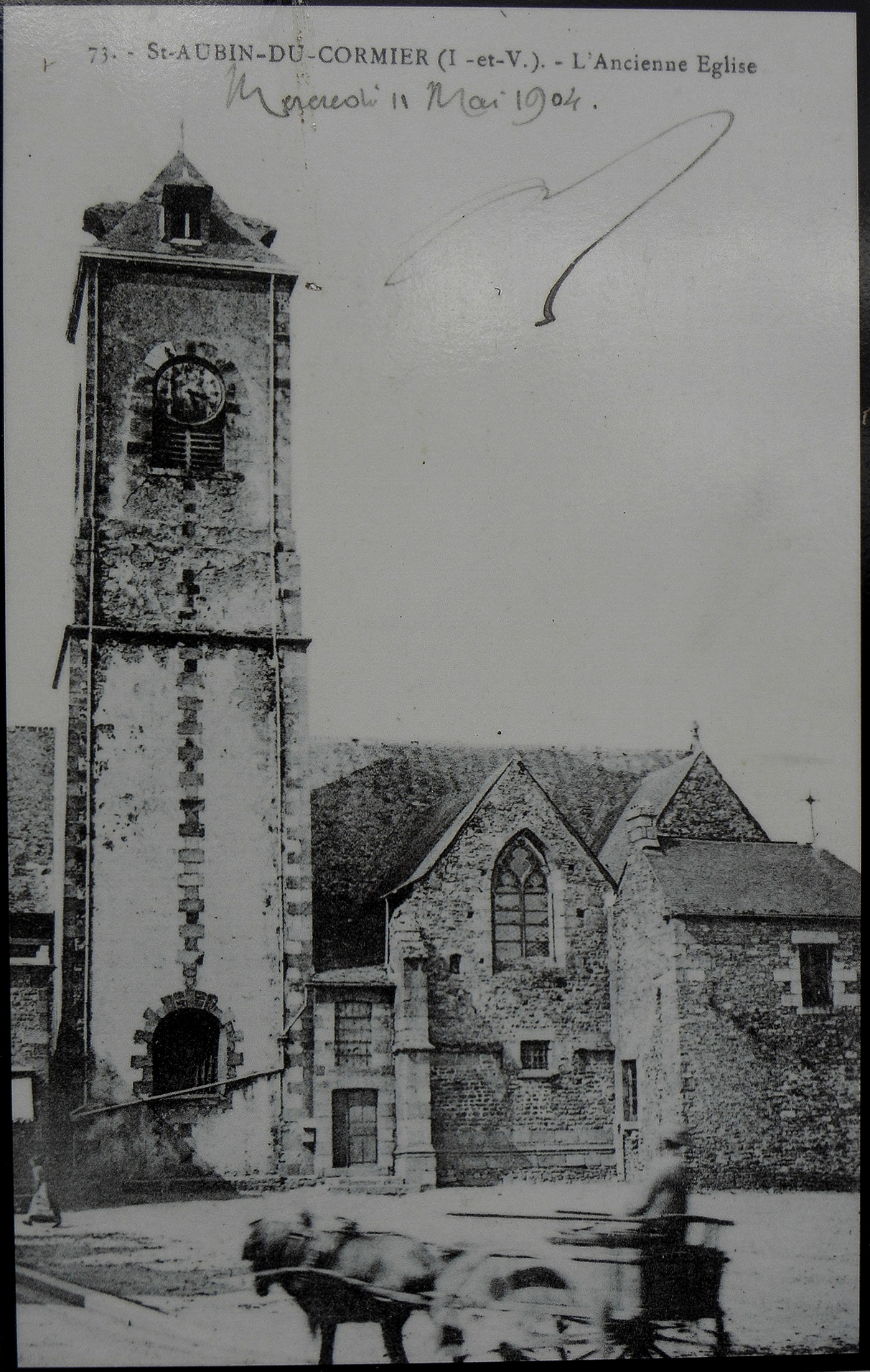
Vue méridionale de l'ancienne chapelle ducale.
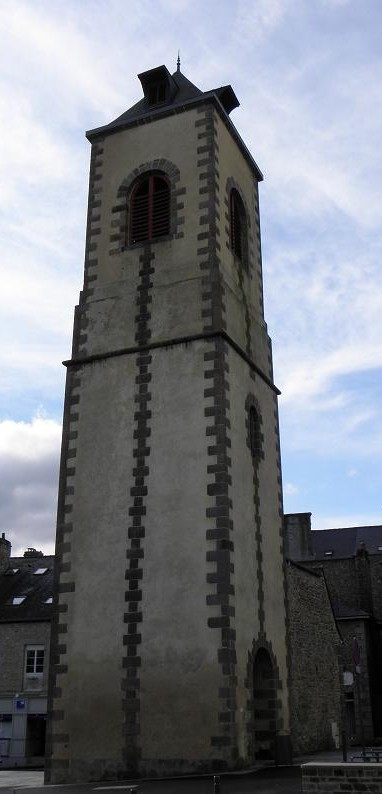
Faces nord et est de la tour Veillard.

L'édifice actuel

## Architecture

### Extérieur
La façade principale

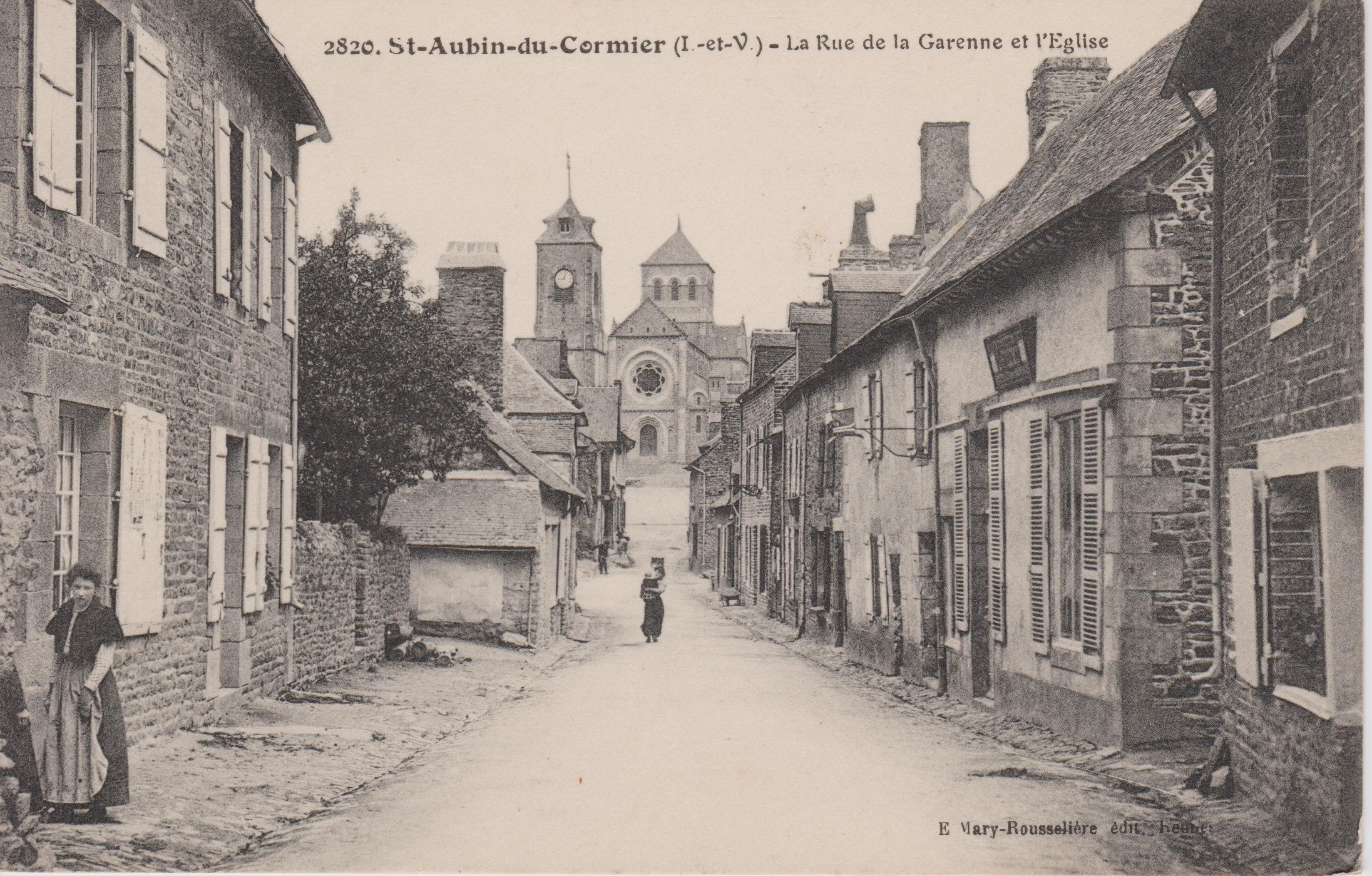
L'église vue de la rue de la Garenne.

L'église de Saint-Aubin-du-Cormier étant orientée vers le nord, sa façade méridionale constitue de facto l'entrée principale de l'édifice. Il s'agit d'ailleurs de l'unique partie du bâtiment tournée vers la ville. Le tour en restant malaisé, l'église apparaissant enchâssée entre des habitations, celle-ci ne peut jouer le rôle d'élément structurant de l'agglomération vers lequel convergent les rues principales ou qu'entourent les bâtiments essentiels à la vie de la cité. Nonobstant le désavantage d'une localisation périphérique, choisissant d'édifier l'église sur une parcelle certes très étriquée mais occupant le plus haut point du village, Mellet a incontestablement réussi à pallier ces inconvénients pour conférer à son projet architectural une dimension éminemment monumentale. Aussi ne place-t-il pas la façade dans l'alignement des maisons voisines, mais ménage-t-il en avant une esplanade engazonnée où une triple volée de marches rachète le dénivelé entre le haut de la place Alexandre Veillard et le portail d'entrée. L'accès à l'église participe d'un véritable cheminement ascensionnel, depuis les rues de la Garenne et du Pavement, sensiblement dans l'axe de la façade, en traversant la place principale de l'agglomération, légèrement pentue, pour terminer gravissant le tertre portant l'édifice paroissial.
Au sein du corpus d'églises construites par Henri Mellet, l'église de Saint-Aubin-du-Cormier participe d'un ensemble d'édifices religieux néoromans présentant une façade principale fortement architecturée alliant influences limousine et auvergnate. Première érigée de 1898 à 1902, elle préfigure celles des églises de Saint-Malo-de-Phily, de Saulnières, ou encore de la chapelle du lycée Saint-Vincent à Rennes. À défaut de massifs monumentaux locaux subsistants, l'architecte élabore une composition tripartite à partir de relevés établis au cours du voyage qu'il effectue en 1885 dans ces régions ainsi qu'en Bourbonnais et Quercy, sur les conseils d'Arthur Regnault dont certaines des créations romano-byzantines en Ille-et-Vilaine ne manquent pas de l'influencer. Par ailleurs, sa production s'inscrit également dans une filiation certaine des constructions et restaurations conduites par Paul Abadie en Aquitaine.
La façade de l'église de Saint-Aubin-du-Cormier est empreinte d'une grande austérité sinon sévérité résultant en majeure partie de sa quasi-monochromie et de l'usage exclusif de pierres d'extraction locale (granit gris, cornéenne notamment). Mellet tempère néanmoins discrètement cette impression par un subtil jeu d'agencement des moellons et pierres de taille, les éléments architecturaux majeurs de la composition, portail et rose, présentant un exceptionnel niveau de stéréotomie. L'architecte égaiera par la suite les trois façades découlant de celles de Saint-Aubin en usant à dessein de la polychromie résultant de la diversification des matériaux de construction (briques, schistes colorés, pierres calcaires).

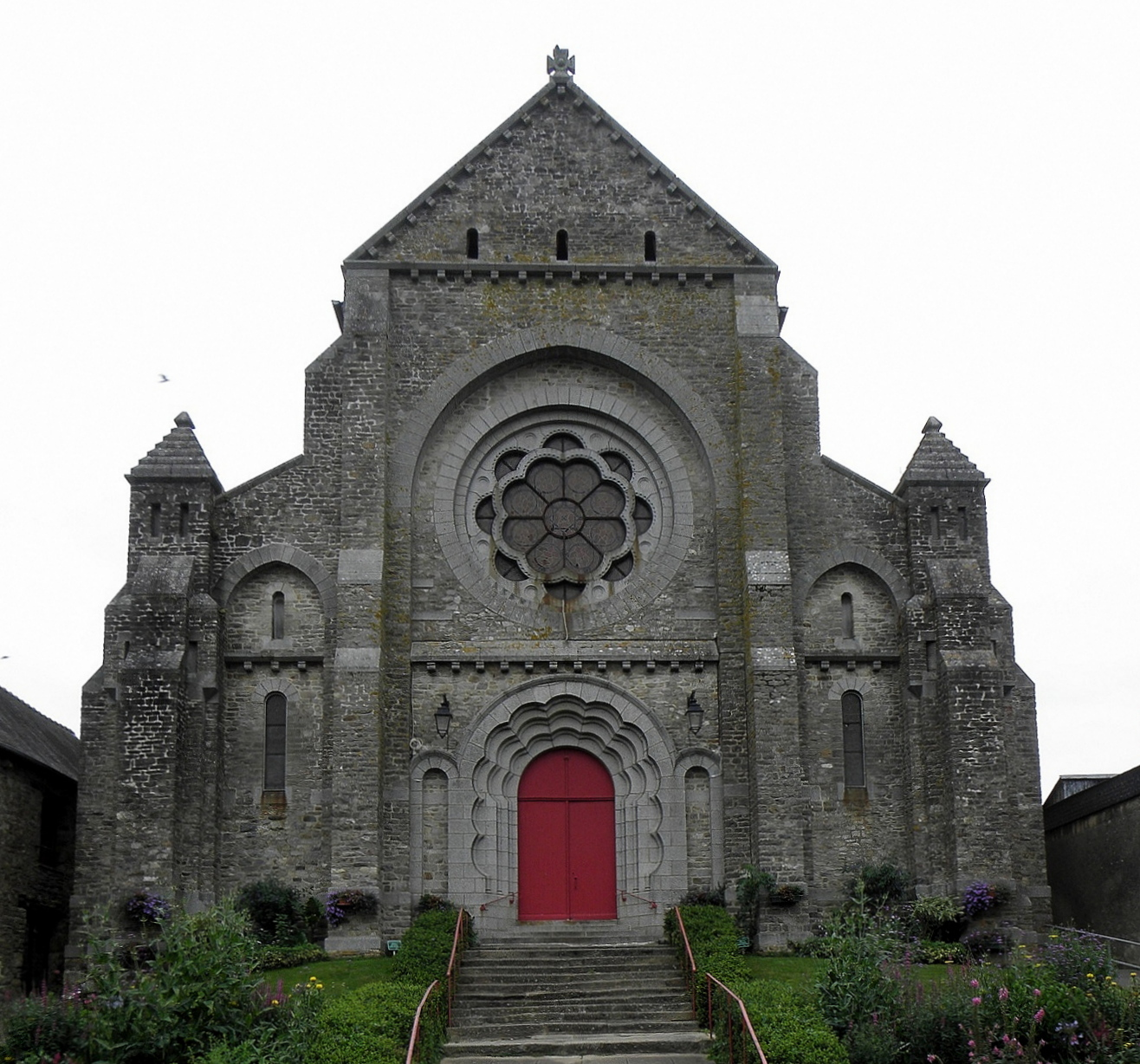
Église de Saint-Aubin-du-Cormier (1898-1902)
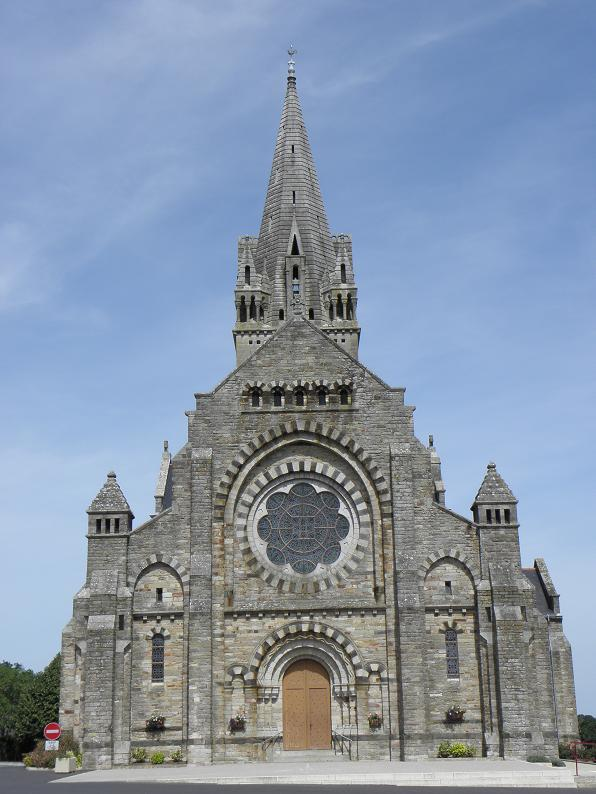
Église de Saint-Malo-de-Phily (1901-1926)
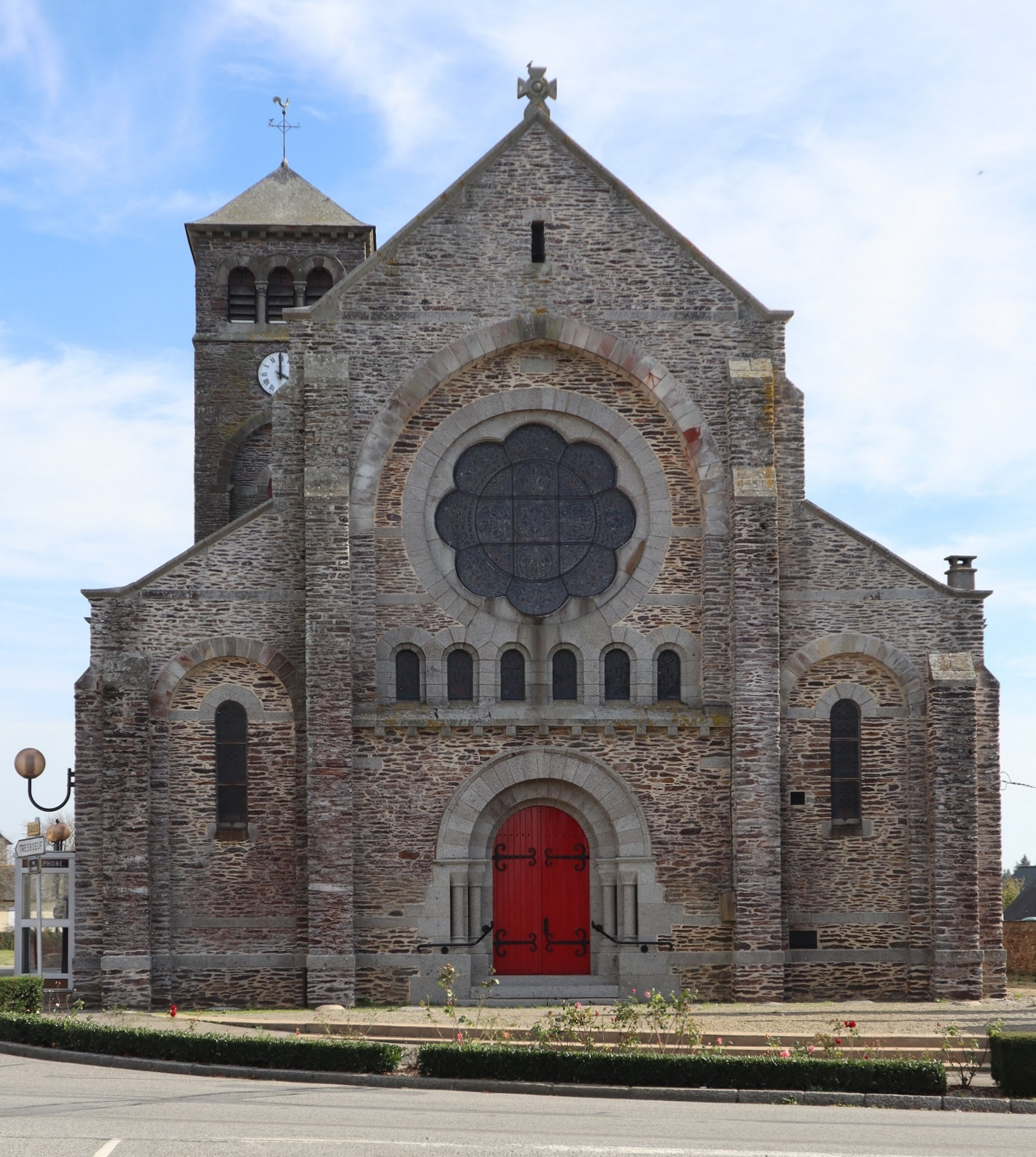
Église Saint-Martin de Saulnières (1902-1909)
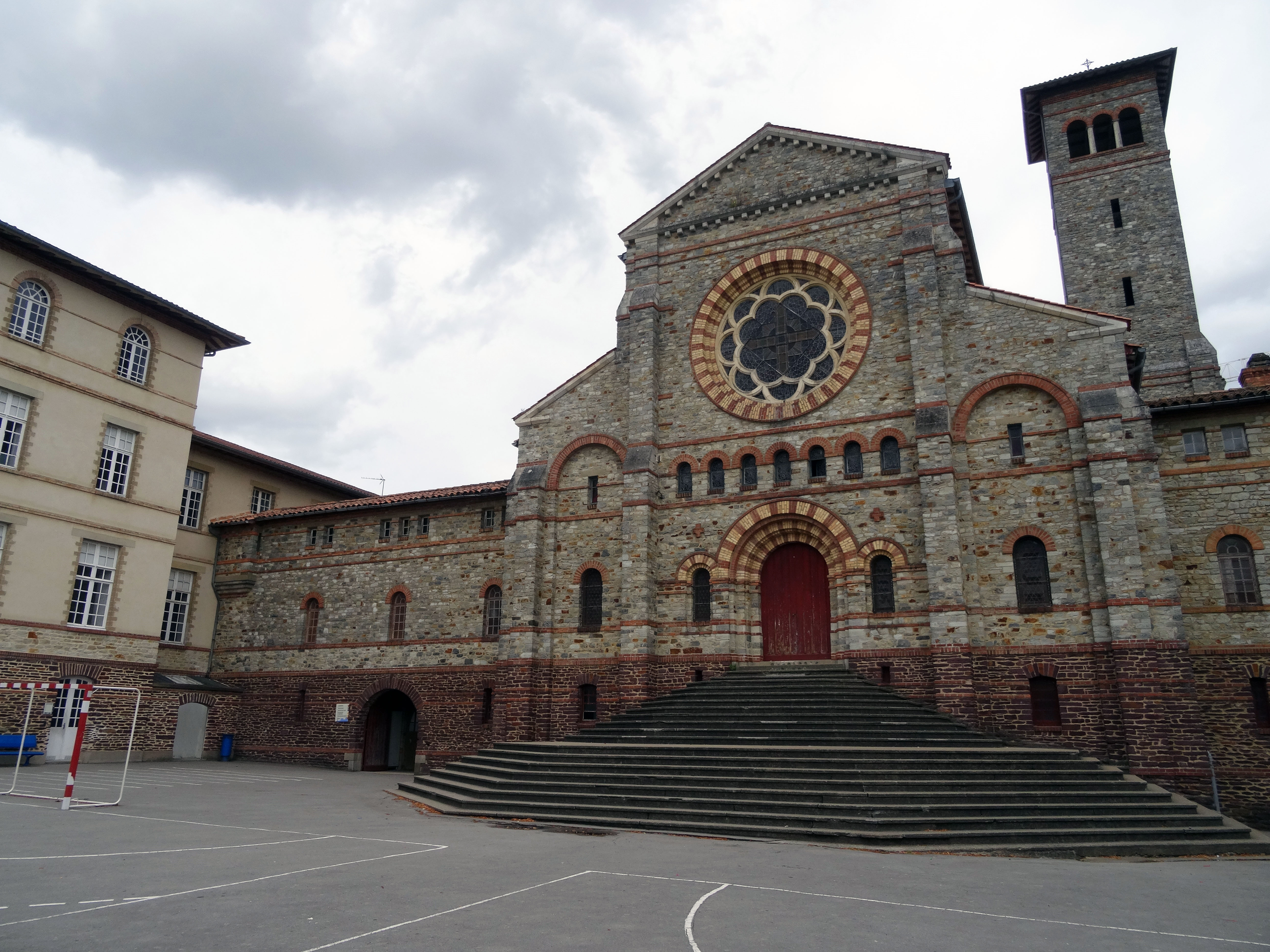
Collège Saint-Vincent de Rennes (1925-1926)

Le chevet

### Intérieur
Plan, distribution et organisation spatiale
Élévation, éclairage et couvrement
Éléments sculptés
Les chapiteaux :
quatre chapiteaux sont sculptés dans cette église.
Du côté nord de la nef, nous pouvons voir : Jésus guérit un possédé, Jésus apaise la tempête, Jésus guérit le paralytique descendu par le toit de Génézareth, Jésus et les enfants. En avançant dans la nef, le deuxième chapiteau montre le sacre de David, le couronnement de Marie, David écrit les psaumes (ancêtre du Messie) et  l'Annonciation (Jésus descendant de David), l'Assomption de Marie. 
Du côté sud de la nef, nous pouvons voir la présentation de Marie au Temple, définition du dogme de l'Immaculée Conception, le mariage de Marie et de Joseph (une femme derrière Joseph, un homme derrière Marie, deux anges), la Pentecôte. Sur le deuxième pilier, nous voyons les Rameaux, Jésus enseigne sur la montagne, la résurrection de Jésus, la Cène (dans l'angle SPQR)  

### Vitraux
Si l'église de Saint-Aubin-du-Cormier présente un ensemble de vitraux cohérent du début du XXe siècle, œuvre du maître-verrier rennais Rault, le corpus peut néanmoins être divisé en trois sous-ensembles distincts.
- Ainsi, en premier lieu, la nef et les collatéraux se parent-ils de grisailles mécaniques aux délicats motifs d'entrelacs qu'encadrent des bordures feuillagées bicolores alternant une travée sur deux des teintes bleues/jaunes et rouges/vertes. À ces compositions de style néo-roman, il convient de rattacher la rose agrémentant la façade principale qui, dans des tons jaunes et violets, s'orne de feuillages d'un dessin plus gothique agrémentés de liserés perlés s'entrecroisant.

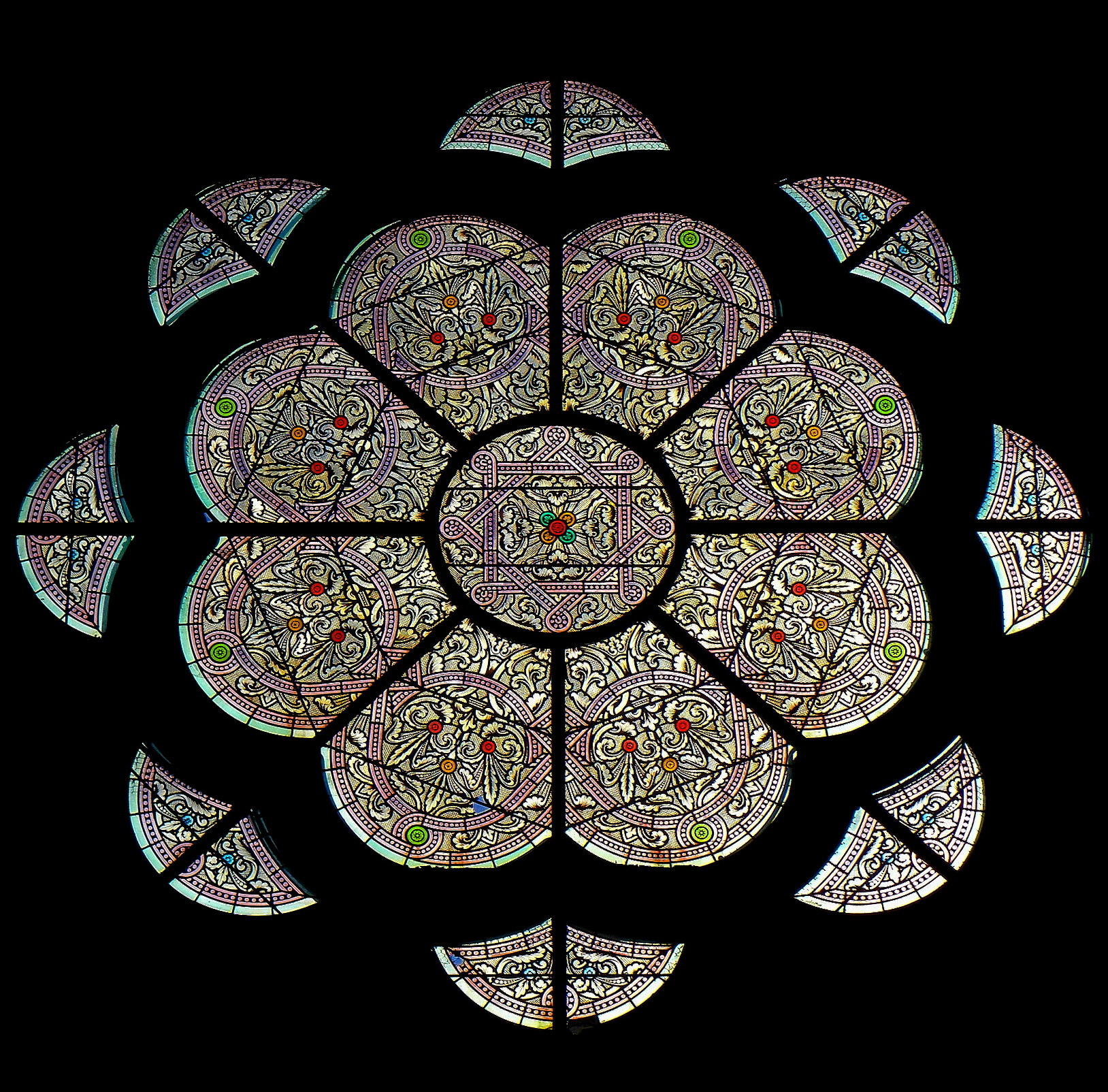
Rosace de la façade principale éclairant la nef.

- En second lieu, la chapelle donnant sur le transept gauche propose des vitraux plus chamarrés. Le triplet est composé de rinceaux multicolores se dégageant sur un fond bleu turquoise que cernent des bordures de feuillages blancs, jaunes et verts, délimitées par deux rangs de perles dorées. Les baies de l'absidiole reprennent les mêmes motifs végétaux sur fond rouge simplement bordé d'un rang de perles jaunes et d'un galon émeraude.

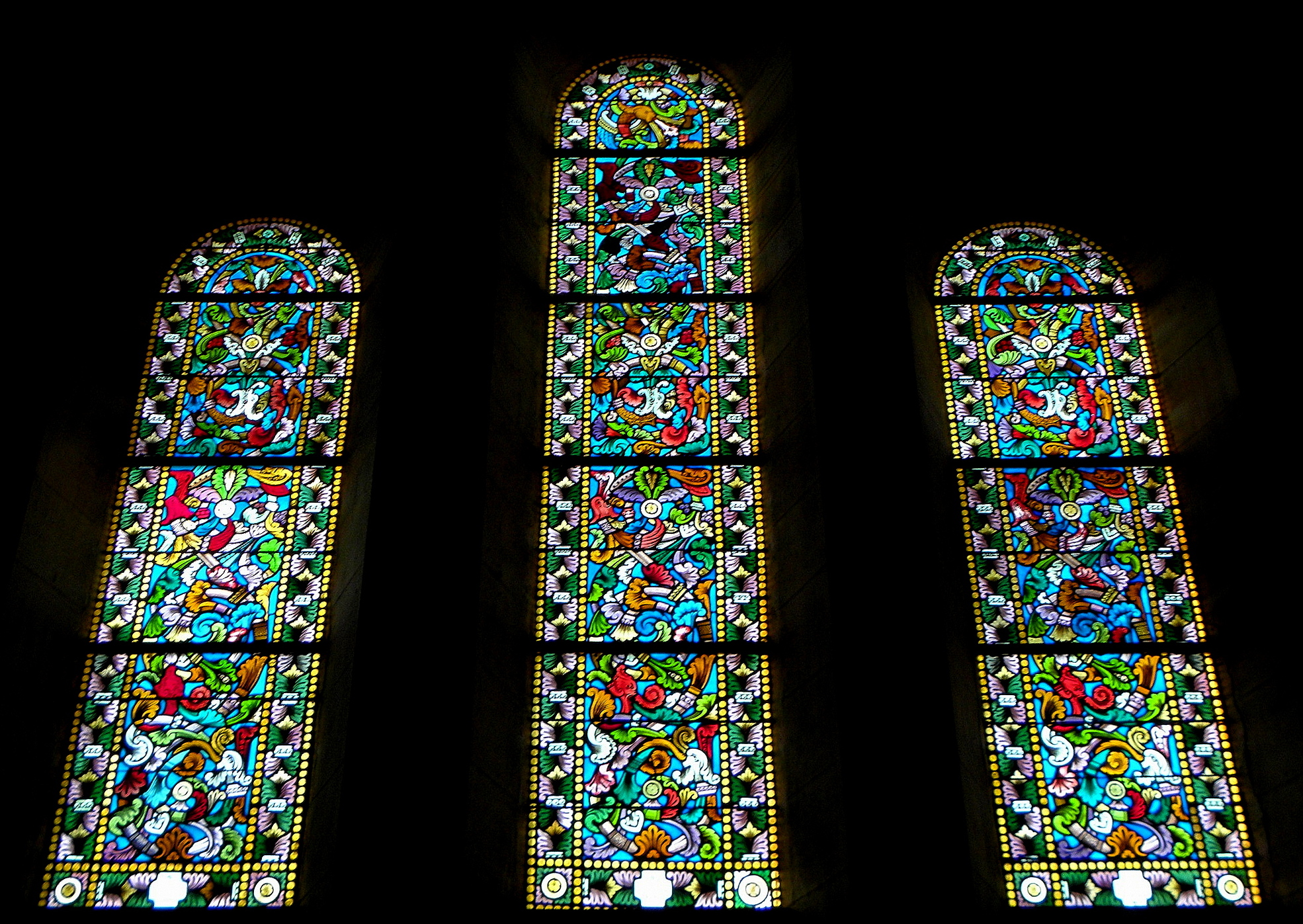
Triplet de la chapelle jouxtant le transept gauche.

- Enfin, le rond-point du chœur recèle les seuls vitraux historiés de l'édifice. Il s'agit de baies présentant des saints sous des dais ouvragés, une bordure au fond bleu parsemé de feuilles rouges et violettes ainsi que de bouton de fleurs turquoise et or rehaussant le tout. Hormis le Christ, figuré sous les traits du Sacré-Cœur, ne sont représentés, dans un souci de réalisme archéologique, que des bienheureux honorés ou ayant vécu au Moyen Âge.

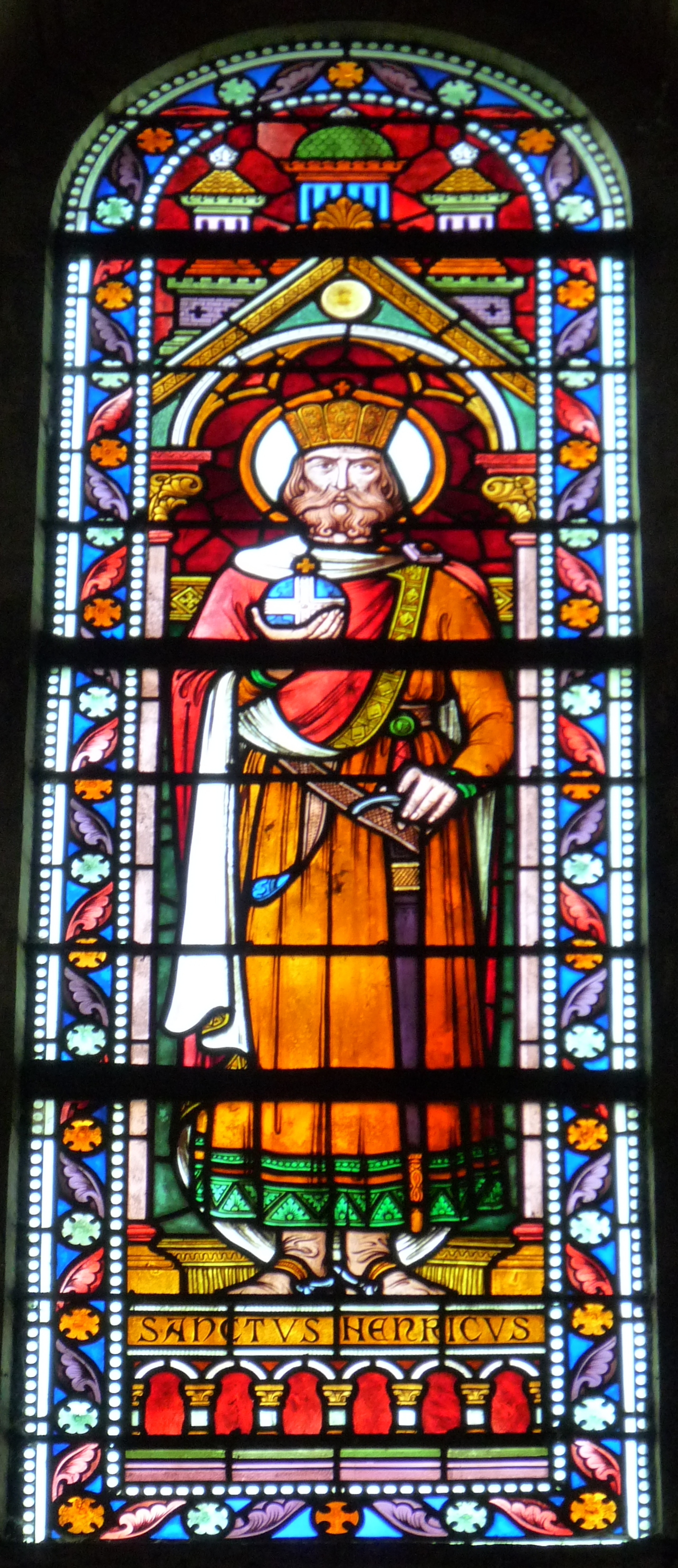
Saint Henri.
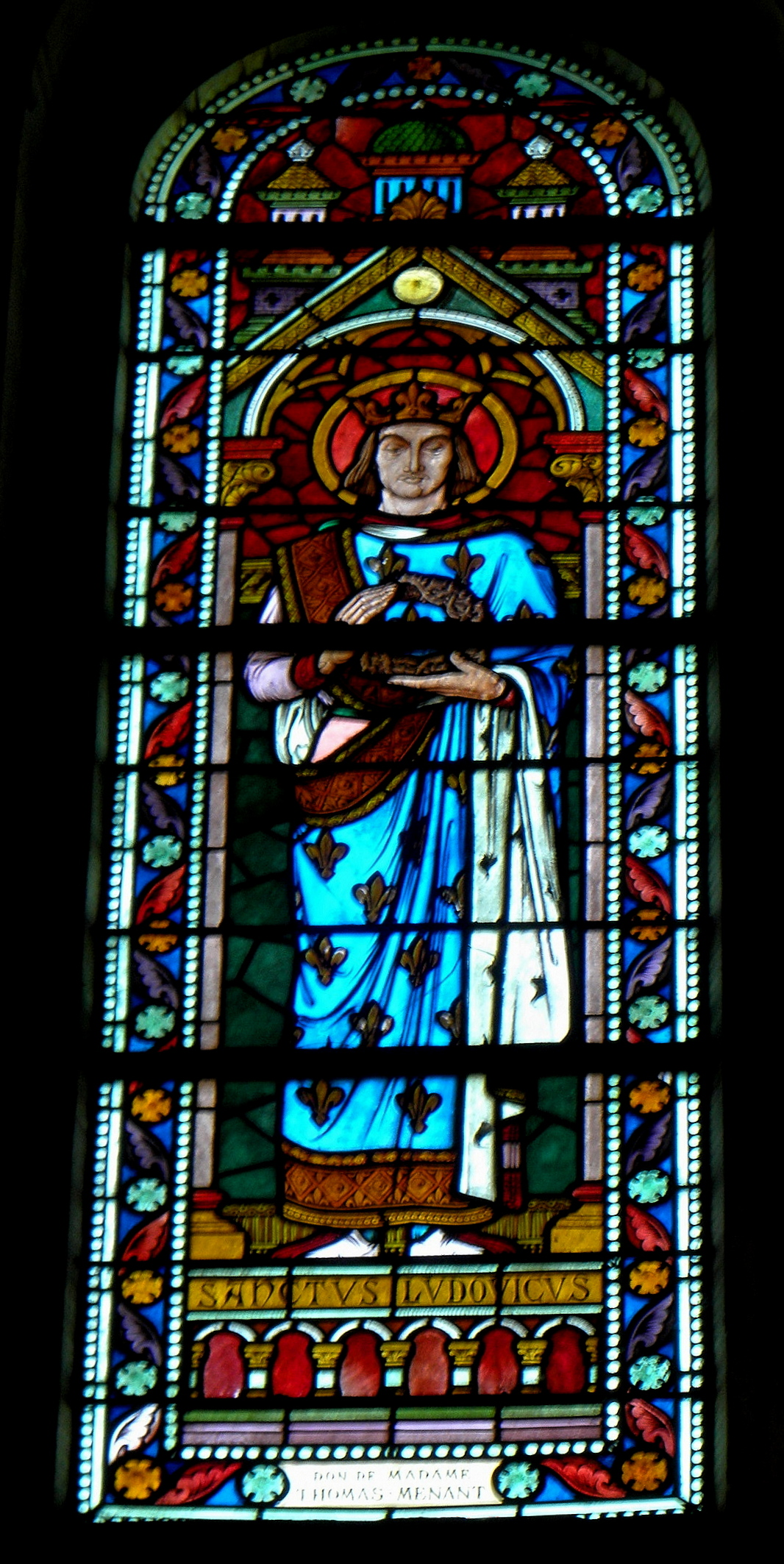
Saint Louis.
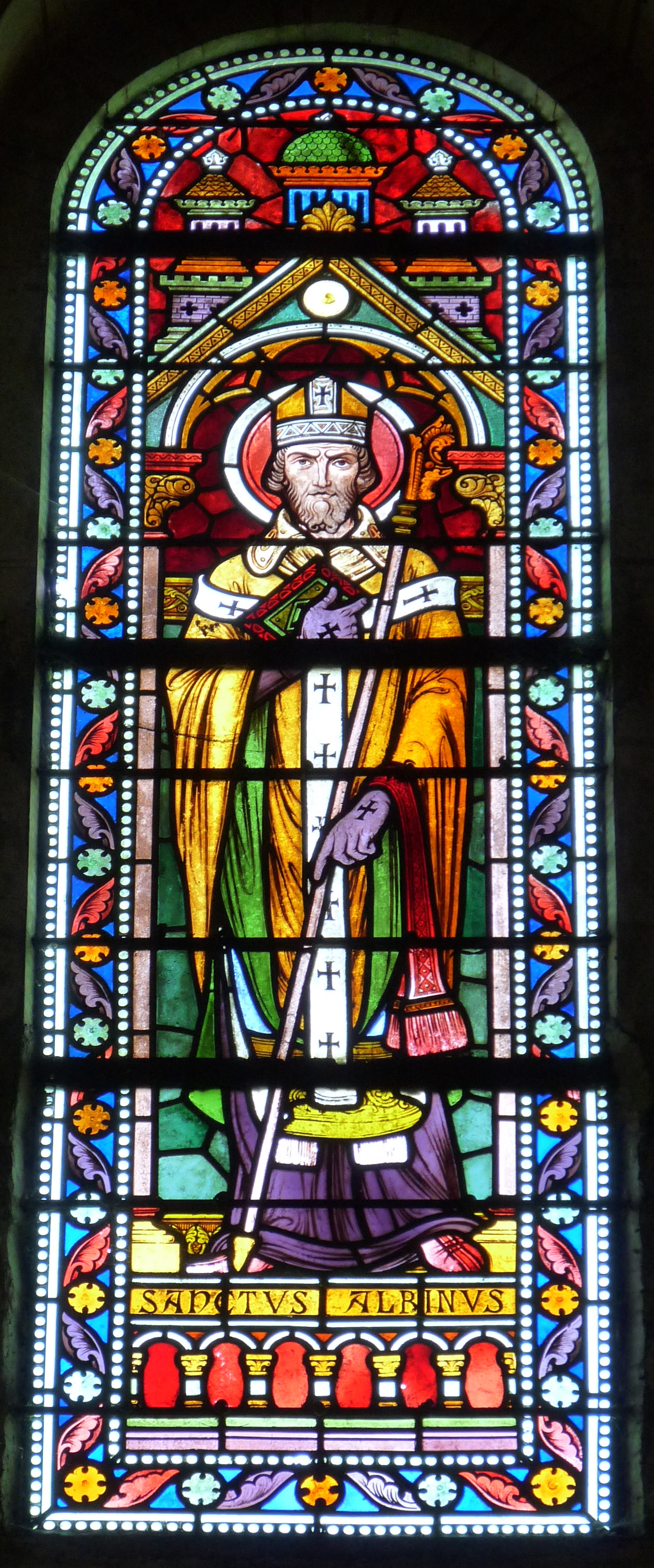
Saint Aubin.
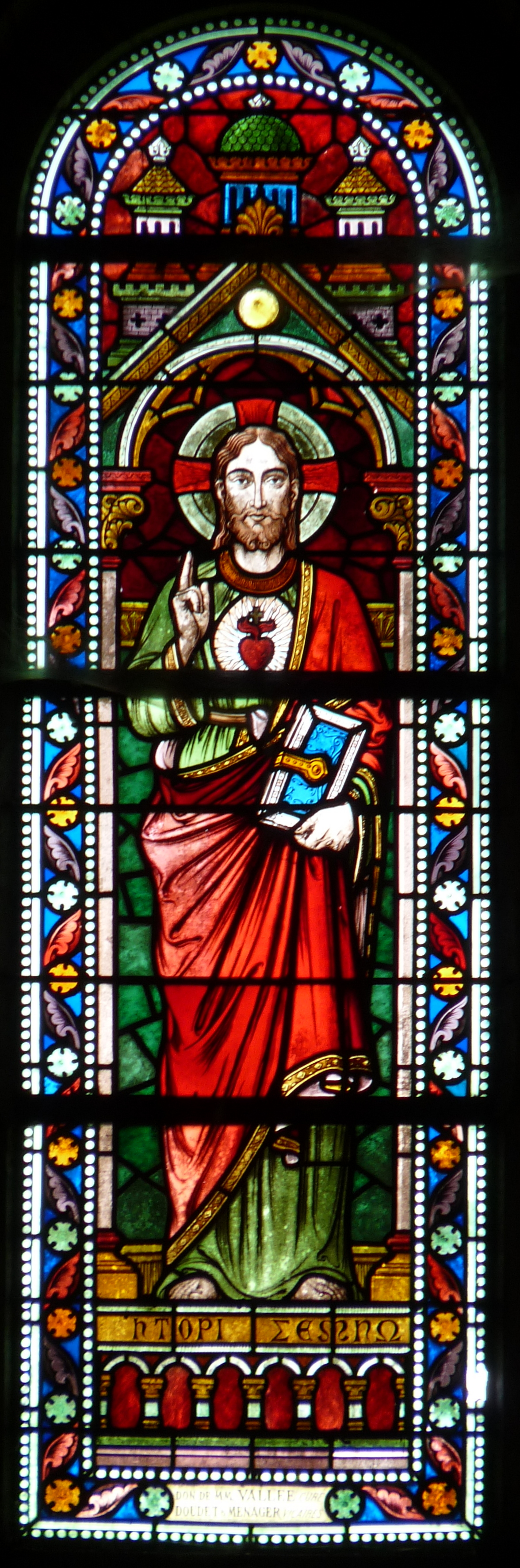
Le Christ.
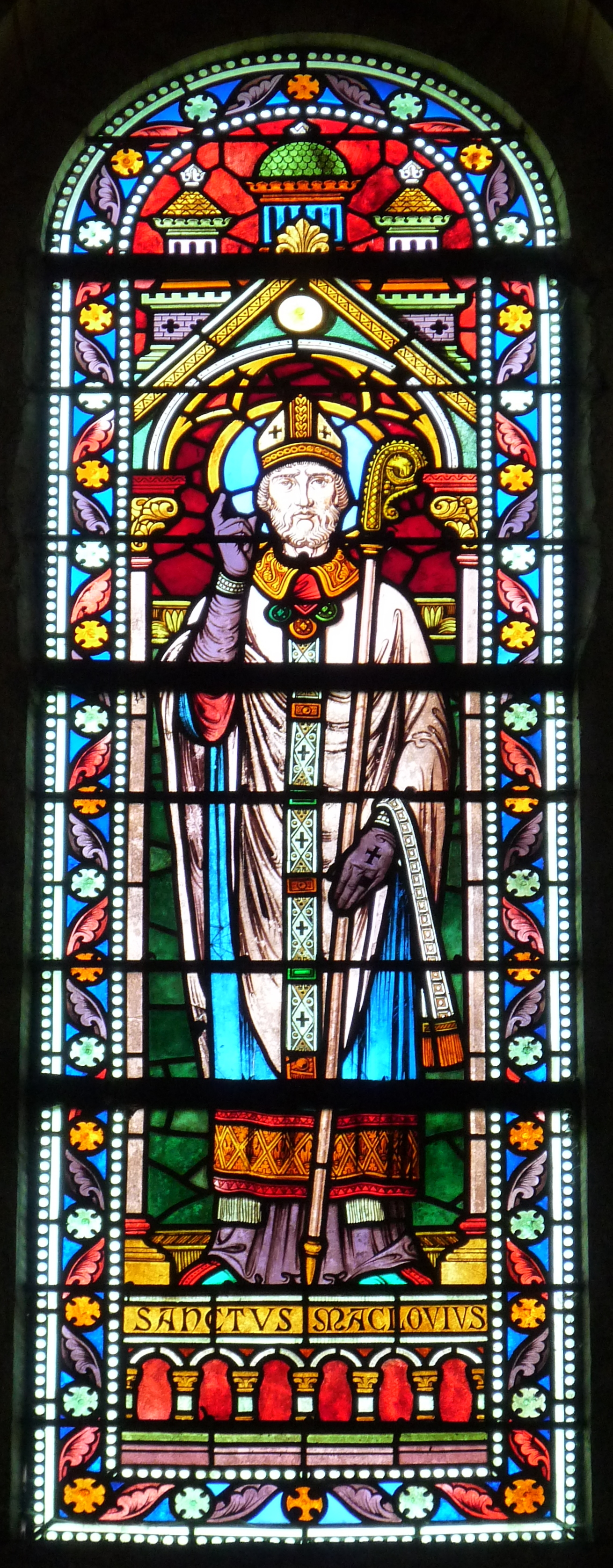
Saint Malo.
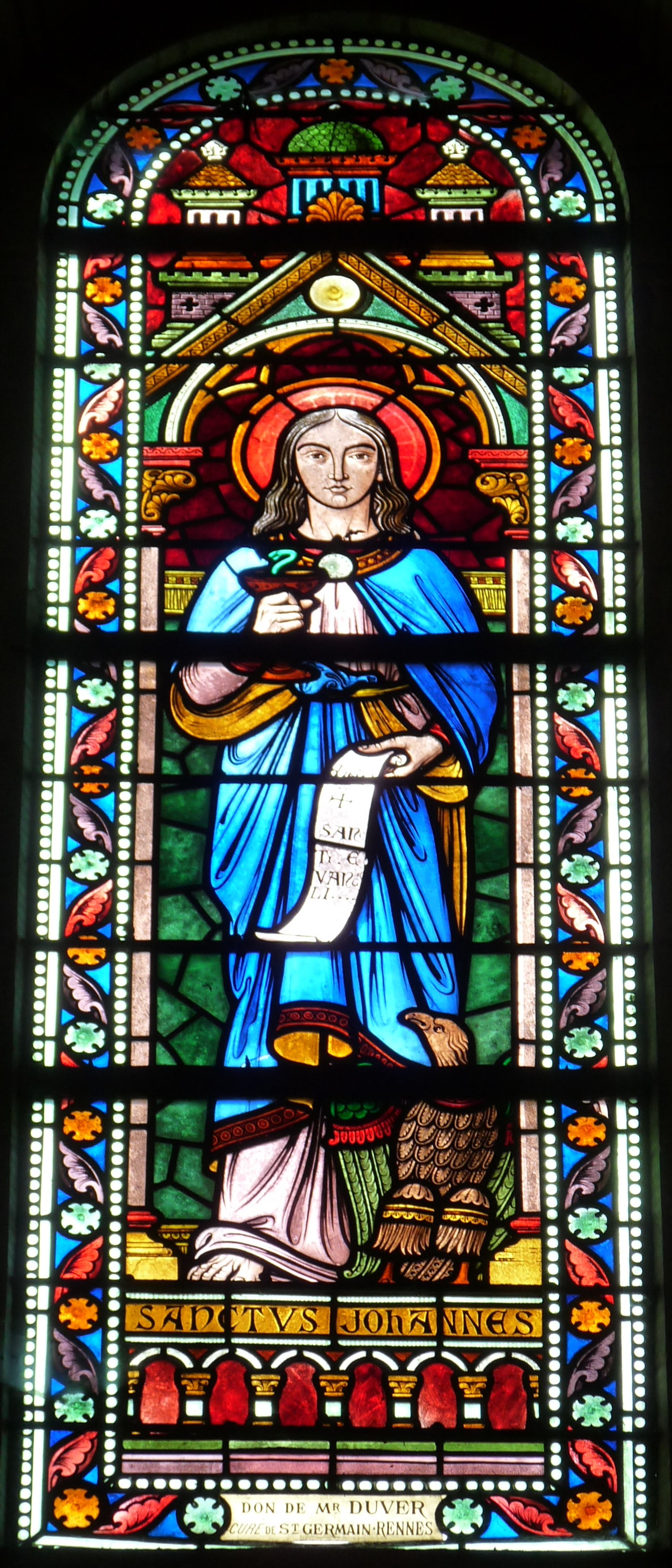
Saint Jean.
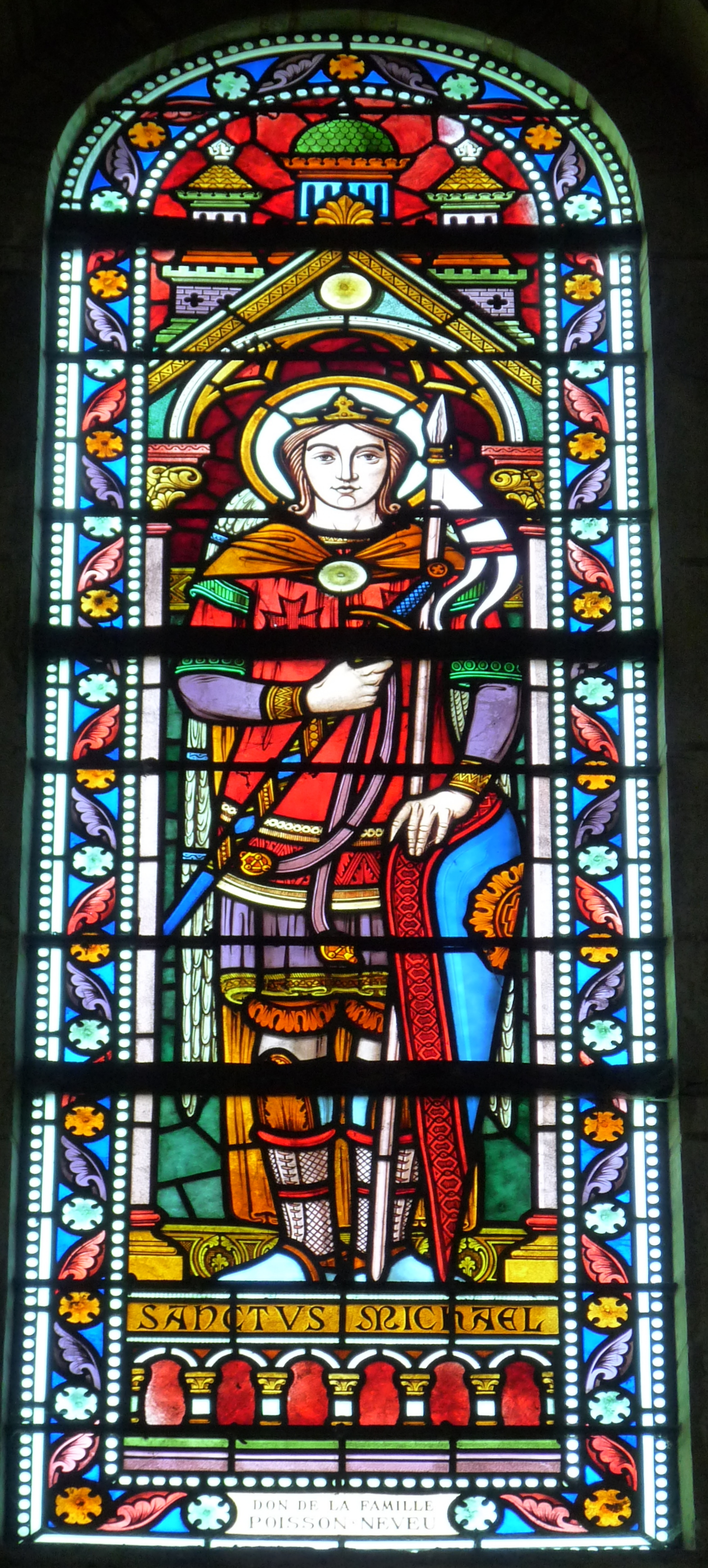
Saint Michel.

L'ensemble des vitraux de l'église de Saint-Aubin-du-Cormier témoigne d'un programme iconographique savamment étudié. Ainsi, à mesure qu'il s'approche du sanctuaire, le fidèle est-il confronté à des œuvres plus colorées et plus figuratives. Il parcourt parallèlement un chemin stylistique le conduisant de la grisaille romane à la verrière historiée tandis que l'art du maître-verrier gagne lui en complexité.

## Mobilier

### L'orgue
L'orgue de l'église de Saint-Aubin-du-Cormier provient de la chapelle du grand séminaire d'Albi. Cet instrument d'Aristide Cavaillé-Coll, reçu en 1854, est acquis en 1982 par la paroisse et inauguré le 17 novembre 1985. Le facteur d'orgue manceau Yves Sévère a procédé à son remontage et porté l'étendue du pédalier à 30 notes.
L'instrument occupe le bras gauche du transept. Le buffet est porté par un très haut soubassement. Il compte trois tourelles semi-circulaires de cinq tuyaux alternant avec deux plates-faces de onze tuyaux logées dans des arcades plein-cintre. Un décor de cuirs et de frises de volutes, rouge et or, des éléments sculptés tels qu’agrafes, culs-de-lampe en forme de vase et couronnements en mitre, également dorés, égayent un ensemble gris-bleu à la sobriété mesurée.
La partie instrumentale de l'orgue a été classée au titre d'objet par arrêté du 9 juillet 1981. Elle se caractérise par une riche palette sonore, typique de la période de transition entre orgue de facture post-classique et instrument symphonique.
La console est retournée, la transmission mécanique avec machine Barker pour le Grand-Orgue.
| I. Grand-Orgue Do1–Fa5 54 notes                                                                                 | II. Récit expressif Do2-Fa5 42 notes                                                                          | Pédale Do1–Fa3 30 notes    |
| --- | --- | -------------------------- |
| Bourdon 16 Montre 8 Bourdon 8 Salicional 8 Prestant 4 Dulciane 4 Quinte 2 2/3 Doublette 2 Trompette 8 Clairon 4 | Flûte 8 Viole de Gambe 8 Voix céleste 8 Flûte octaviante 4 Octavin 2 Trompette 8 Voix humaine 8 Cor anglais 8 | En tirasse permanente G.O. |

Accessoires :
- Accouplements II/I en 16 et 8
- Accouplement permanent des 12 premières notes du récit au grand-orgue
- Appels Anches I, Anches II
- Tremblant
- Expression par bascule.